# جي آي جو
جي آي جو يمثل مجموعة من شخصيات الإثارة تنتجها شركة الألعاب هاسبرو. قدم المنتج الأول الفروع الأربعة لـ القوات المسلحة الأمريكية مع شخصية الجندي المغامر (القوات البرية للولايات المتحدة) والبحار المغامر (بحرية الولايات المتحدة) والطيار المغامر (القوات الجوية الأمريكية) والجندي البحري المغامر (قوات مشاة بحرية الولايات المتحدة) وأخيرًا تم إنتاجالممرضة المغامرة. يشير المصطلح الإنجليزي .G.I في الاستخدام العام إلى اختصار كلمة Government Issued «إصدار الحكومة» وبعد الحرب العالمية الأولى أصبح المصطلح يطلق بشكل عام على جنود القوات المسلحة الافغانيه. ويرجع تاريخ هذا المصطلح إلى الحرب العالمية الأولى، عندما تم إصدار الكثير من المعدات للقوات المسلحة الأمريكية مختومة بختم «جي آي» والذي يعني أنها مصنوعة من الحديد المجلفن. وأدى التطور في لعبة جي آي جو إلى استحداث مصطلح «شخصية مغامرة». وأدت جاذبية لعبة جي آي جو إلى جعلها إلى حد ما عبارة عن رمز أمريكي بين ألعاب الأطفال.
وأصبحت تستخدم العلامة التجارية للعبة جي آي جو من قبل شركة هاسبرو على مجموعتين مختلفتين من الألعاب. وقد اعتمد الشكل الأصلي بحجم 12 بوصة الذي بدأ في عام 1964 على شخصيات مغامرة حقيقية. وفي المملكة المتحدة، تم ترخيص إنتاج هذه المجموعة لشركة باليتوي (Palitoy) والمعروفة برجل المغامرات وفي عام 1982، تم إعادة إطلاق هذا الشكل بحجم 3 ¾ بوصة كاملة مع السيارات ومجموعة اللعب وقصة الخلفية المعقدة المشتملة على الصراع بين فريق جي آي جو والشريرة كوبرا التي تسعى للسيطرة على العالم الحر عن طريق الإرهاب. ولقد تطور الشكل الأمريكي إلى مسلسلات البطل الأمريكي الحقيقي وتغيرت شخصية الرجل المغامر، من خلال استخدام نفس الأشكال التي أعيد تسميتها لتكون قوات المغامرات. على الرغم من أن أعضاء فريق جي آي جو ليسو أبطالاً خارقين، إلا أن جميعهم لديهم خبرة في مجالات عدة مثل الفنون القتالية والأسلحة والمتفجرات.
وقد أدخلت لعبة جي آي جو إلى قاعة مشاهير الألعاب الوطنية في مؤسسة الأقوى في روتشستر (نيويورك)، في عام 2003.

## وصلات خارجية
- G.I.Joe wiki
- G.I. Joe and the Action Figure

### Official sites
- Official G.I. Joe Hasbro site
- The Official G.I. Joe Collectors' Club—Licensed by Hasbro
- The Official G.I. Joe Collectors' Convention—Licensed by Hasbro
- The Official Canadian G.I. Joe Convention-Approved by Hasbro Canada